# Horster Dreieck
Horster Dreieck är en motorvägskorsning en bit söder om Hamburg. Korsningen är stor, och innehåller tre sektioner. Resande på A1 måste svänga. A1 tillsammans med A7 utgör det vägarna som möts i korsningen. Korsningen klassificeras av tyska myndigheter som en T-korsning, men det går vägar åt fyra håll. Två mot Hamburg, en mot Bremen och en mot Hannover. Anledningen att korsningen klassificeras som en t-korsningen är att resande på A7 inte behöver göra något för att fortsätta på vägen, förutom att lägga sig i rätt fil. För resande på A7 norr ifrån som skall åt Bremen finns ingen ramp i korsningen. Dessa får antligen använda korsningen som ligger strax norr om Horster Dreieck, Maschener Kreuz. Det går också att använda motorvägen A261 då den är närmare.